# 2. Deutsche Volleyball-Bundesliga 1977/78 (Männer)
Die Saison 1977/78 der 2. Volleyball-Bundesliga der Männer war die vierte Ausgabe dieses Wettbewerbs.

## 2. Bundesliga Nord
Meister und Aufsteiger in die 1. Bundesliga wurde die TSV Bonn. Auch der Zweitplatzierte CVJM Siegen stieg auf. Absteigen musste der TV Jahn Wilhelmsburg.

### Mannschaften
In dieser Saison spielten folgende acht Mannschaften in der 2. Bundesliga Nord der Männer:
- VfL Bochum
- TSV Bonn
- MTV Grone
- TuS Iserlohn
- VfL Lintorf
- MTV Mariendorf
- CVJM Siegen
- TV Jahn Wilhelmsburg

Absteiger aus der 1. Bundesliga war der VfL Lintorf. Aufsteiger aus der Regionalliga Nord war der TV Jahn Wilhelmsburg.

### Tabelle
|                         | Verein           | Spiele | Punkte | Sätze |
| ----------------------- | ---------------- | ------ | ------ | ----- |
| 1.                      | TSV Bonn         | 14     |        |       |
| 2.                      | Siegen           | 14     |        |       |
| 3.                      | Bochum           | 14     |        |       |
| 4.                      | Iserlohn         | 14     |        |       |
| 5.                      | Lintorf (A)      | 14     |        |       |
| 6.                      | Grone            | 14     |        |       |
| 7.                      | Mariendorf       | 14     |        |       |
| 8.                      | Wilhelmsburg (N) | 14     |        |       |
| Stand: Abschlusstabelle |                  |        |        |       |

|     | Aufsteiger in die Bundesliga    |
|     | Absteiger in die Regionalliga   |
| (A) | Absteiger aus der 1. Bundesliga |
| (N) | Aufsteiger aus der Regionalliga |

## 2. Bundesliga Süd
Meister und Aufsteiger in die 1. Bundesliga wurde der TuS Stuttgart. Absteigen mussten Eintracht Frankfurt, GTRV Neuwied und DJK Schweinfurt.

### Mannschaften
In dieser Saison spielten folgende acht Mannschaften in der 2. Bundesliga Süd der Männer:
- Orplid Darmstadt
- Eintracht Frankfurt
- SC Freising
- TuS Griesheim
- TV Hülzweiler
- GTRV Neuwied
- DJK Schweinfurt
- TuS Stuttgart

Absteiger aus der 1. Bundesliga war der TuS Stuttgart. Aufsteiger aus der Regionalliga waren Orplid Darmstadt (Südwest) und der SC Freising (Süd).

### Tabelle
|                         | Verein        | Spiele | Punkte | Sätze |
| ----------------------- | ------------- | ------ | ------ | ----- |
| 1.                      | Stuttgart (A) | 14     |        |       |
| 2.                      | Darmstadt (N) | 14     |        |       |
| 3.                      | Freising (N)  | 14     |        |       |
| 4.                      | Griesheim     | 14     |        |       |
| 5.                      | Hülzweiler    | 14     |        |       |
| 6.                      | Frankfurt     | 14     |        |       |
| 7.                      | Neuwied       | 14     |        |       |
| 8.                      | Schweinfurt   | 14     |        |       |
| Stand: Abschlusstabelle |               |        |        |       |

|     | Aufsteiger in die Bundesliga    |
|     | Absteiger in die Regionalliga   |
| (A) | Absteiger aus der 1. Bundesliga |
| (N) | Aufsteiger aus der Regionalliga |